# Zeuxine lancifolia
Zeuxine lancifolia là một loài thực vật có hoa trong họ Lan. Loài này được (Ames) Ormerod miêu tả khoa học đầu tiên năm 1998.